# هيكتور لويس ليموس
هيكتور لويس ليموس (بالإسبانية: Héctor Luis Lemus)‏ هو لاعب كرة قدم كولومبي في مركز الهجوم، ولد في 12 أكتوبر 1991 في كولومبيا. لعب مع Universitario Popayán ‏.